# Le Lion et le Soleil
Le Lion et le Soleil est une nouvelle de sept pages d'Anton Tchekhov.

## Historique
Le Lion et le soleil est initialement publiée dans la revue russe Les Éclats, numéro 49, du 5 décembre 1887, sous le pseudonyme A.Tchekhonte.

## Résumé
Stépane Koutsyne, le maire d’une ville russe, apprend l’arrivée d’un dignitaire persan, Rahat-Hélam, dans un hôtel de la ville. Notre héros, qui rêve d’obtenir depuis toujours la décoration perse Le Lion et le Soleil, y voit là un moyen d'accéder à son but. Il invite le voyageur à visiter sa ville et le régale dans les meilleurs restaurants. Les échanges sont rares, car ni l'un ni l'autre ne parle de langues étrangères, Koutsyne est du coup la risée de ses concitoyens.
Un an et demi après, il marche dans la ville par moins trente-cinq degrés  Celsius, sans manteau, pour faire admirer à ses concitoyens le Lion et le Soleil accroché à sa veste. Cela ne lui apporte guère de satisfaction, car il convoite désormais une décoration serbe.

## Édition française
- Le Lion et le Soleil, traduit par Édouard Parayre, Bibliothèque de la Pléiade, éditions Gallimard, 1970  (ISBN 2 07 010550 4).